# Земо-Мсхалгори
Земо-Мсхалгори (груз. ზემო მსხალგორი) — село в Грузии, в муниципалитете Лагодехи края Кахетия. 

## География
Село расположено в восточной части края, в 15 километрах по прямой к юго-западу от центра муниципалитета Лагодехи. Высота центра — 380 метров над уровнем моря.

## Население
По данным переписи населения 2014 года, в селе проживало 513 человек.
| Год  | Население | Мужчины | Женщины |
| ---- | --------- | ------- | ------- |
| 2002 | 646       | 308     | 338     |
| 2014 | 513       | 271     | 242     |